# Historia del pan

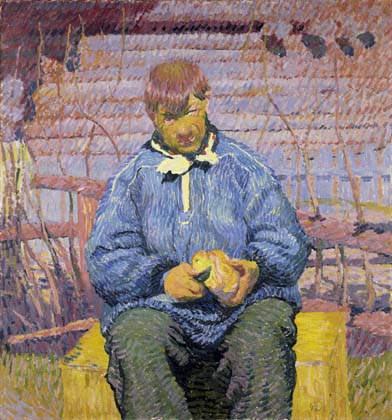
El pan es un alimento básico que ha estado ligado a las clases más humildes. (Ilustración de Giovanni Giacometti).

La historia del pan en la alimentación se desarrolla paralela a la del uso de los cereales por parte del ser humano. El pan es un producto directo del procesado manual de los cereales (procesado que con posterioridad se transformó en mecánico) y es muy posible que fuese la primera aplicación alimenticia de estos. El pan, el aceite y el vino quizás fueron los primeros alimentos procesados en la historia de la humanidad.
Los cereales, por sí solos, no pueden ser digeridos adecuadamente por el aparato digestivo humano. Esta es la razón por la que los cereales son artificialmente procesados (molidos, remojados, etc.) y solo a partir de este momento empezaron a convertirse en alimentos básicos para el ser humano, aportando carbohidratos, los cuales se complementarían con las proteínas procedentes de las carnes. Así pues, el pan primigenio (elaborado con especies antiguas de cebada) pudo haber sido uno de los primeros alimentos elaborados de la historia de la alimentación. Algunos trabajos de investigación afirman que el ser humano empezó a cocinar los cereales antes que a elaborar el pan.
A lo largo de la historia de las culturas, el pan se ha ido elaborando con el cereal disponible en la zona o con la variante modificada más resistente. Así se tiene, por ejemplo, que tanto el trigo como los otros cereales se han empleado en Europa y parte de África; el maíz es frecuente en América; el arroz, en Asia. Un hecho social relativo al pan es que históricamente se ha establecido una distinción social en función del color de la miga de pan que se haya comido. Por ejemplo, los panes de centeno (de miga más oscura) han correspondido a las clases menos favorecidas, mientras que los de harina de trigo (de miga blanca) a clases más elitistas. El pan es entendido por muchas culturas como un sinónimo de alimento y es un ingrediente que forma parte de diversos rituales religiosos y sociales en gran parte del mundo, siendo además en la actualidad un elemento económico que influye en índices económicos tales como el índice de precios al consumo (IPC), empleado para determinar la evolución del costo de vida en las naciones.

## Prehistoria

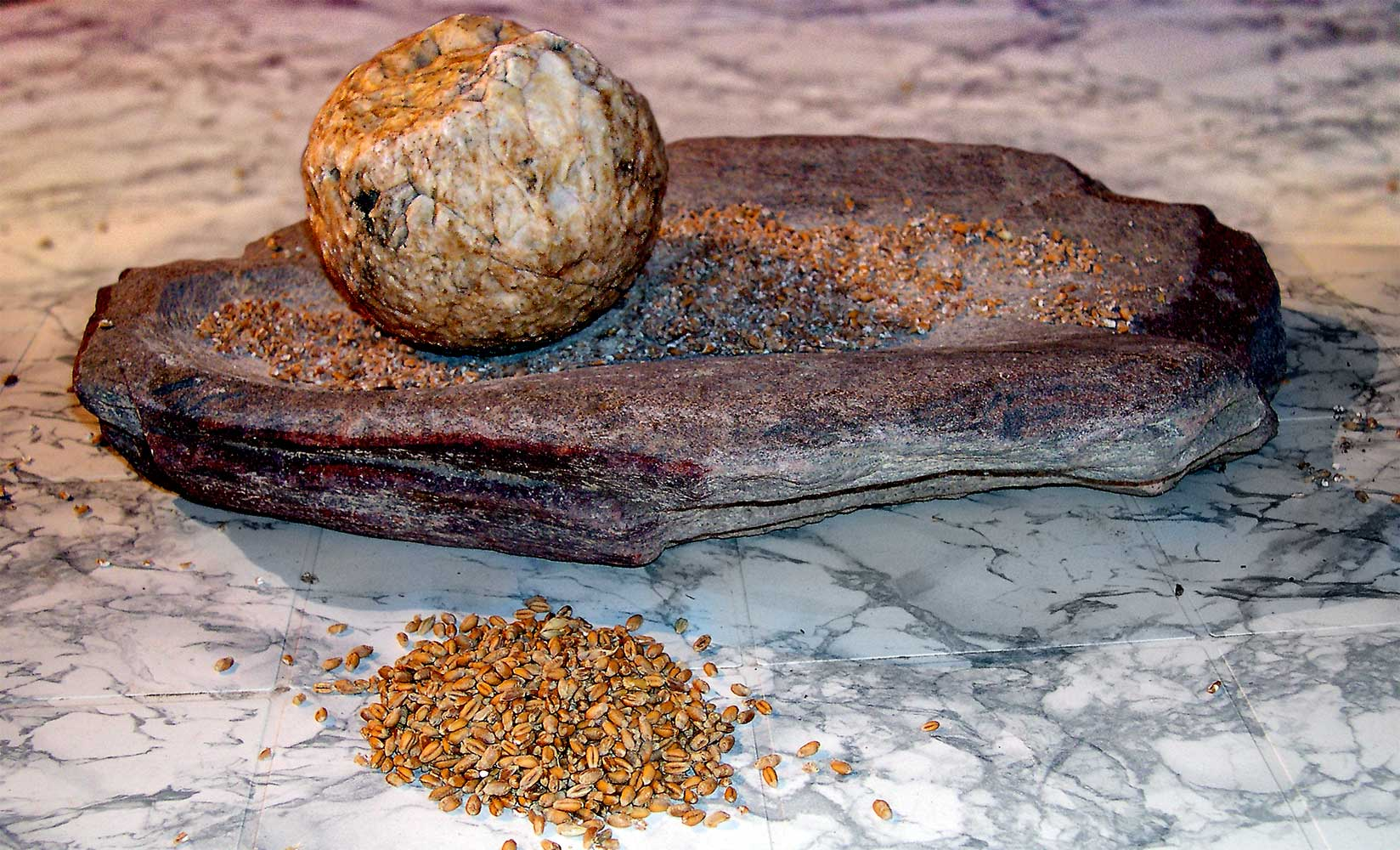
Molino de piedra manual del Neolítico.

El pan acompaña a la alimentación de la humanidad desde tiempos inmemoriales; hasta hace poco se creía que se empezó a usar en 8000 a. C. concretamente en la época del Neolítico. Cuando se produjo la transición del modo de vida nómada (caza-recolección) al sedentario (agricultura). Pero un estudio publicado en 2018 ha demostrado que la introducción del cereal en la dieta humana aparece en el ser humano primitivo al menos 4000 años antes. Gracias a que un equipo de arqueólogos encontró restos de migas de pan  con una antigüedad de 14 400 años, dando alusión a la cultura natufiense.
Probablemente algún tipo primigenio de trigo (en alguna variedad diploide del tipo einkorn) fuese una de las primeras plantaciones humanas. Es muy posible que en esos comienzos una mezcla de estos granos de cereal, toscamente molidos con una piedra y algo humedecidos, en lo que podrían haber sido unas primitivas gachas, acabaran por casualidad cerca de una fuente de calor: bien podría haber sido entre las cenizas de un fuego, o simplemente una masa líquida esparcida y expuesta al sol sobre una piedra. Tal masa pronto adquiriría una consistencia sólida y comestible que podría haber sido el pan primitivo. Hoy en día pueden encontrarse procesos de panificación muy similares en algunas tribus de África. Este pan primigenio podría haber sido esta mezcla confusa entre gachas y pan plano que bien pudo permanecer en la alimentación humana durante muchos siglos. No se sabe con certeza, pero cabe la posibilidad de que fuesen en un principio panes planos, debido a la facilidad de su elaboración; que no contuviesen levaduras en sus masas y se cocinasen en fuegos abiertos o en superficies calientes. En algunos casos, cabe dentro de lo posible que se dejara germinar el cereal y posteriormente secar ligeramente el grano antes de molerlo (malteado). Este método más refinado de elaboración del pan primigenio llegó a Egipto y pudo haber sido el objeto de las primeras fermentaciones en el pan. La fermentación no solo «leva» el pan; además le proporciona un sabor más agradable.
No resulta sorprendente que el grano de cereal entero, que es indigesto para el ser humano, acabara molido entre dos piedras (o muelas) y humedecido de alguna forma con el propósito de acabar siendo un alimento más digerible. Esta labor primera de molienda es muy antigua. Se encuentran frecuentemente en las excavaciones arqueológicas evidencias de esta actividad.
Algunos autores afirman que el pan pudo haberse elaborado por primera vez en Asia Central; tras esta aparición podría haber llegado al Mediterráneo por Mesopotamia y Egipto gracias a antiguas rutas comerciales entre Asia y Europa, quizás a través de Siria. La progresiva selección artificial de especies en la agricultura ha dado lugar a las variedades que conocemos hoy en día. Las especies más antiguas cultivadas son Hordeum hexastichum sanctum (una especie de cebada), así como Hordeum hexastichum densum, Hordeum vulgare y Triticum vulgare antiquorum.
Los panes «levados» no pueden hacerse con harinas de mijo, avena, cebada o maíz, debido al poco contenido de gluten (muy por debajo del 12 % que suele poseer el trigo actual) o almidón que poseen. El gluten es una unión de proteínas, fundamental en el proceso de levado de la masa, al formar una red que impide que escapen los gases de la fermentación. El almidón también puede atrapar esos gases, pero con una pérdida mayor que el gluten, así que la fermentación debió de tener lugar cuando el hombre empezó a usar el trigo o el centeno (las únicas masas capaces de retener en su volumen las emisiones de dióxido de carbono y leudar). La fermentación es probable que fuese el segundo hito en la historia del pan: hace que el pan sea más ligero o mejor dicho, menos denso, debido principalmente a la presencia de gases en su masa, de forma que tenga además un sabor apreciable. Los panes planos presentes en diversas culturas pueden proceder de la Edad de Piedra, originándose en aquellas culturas donde el grano resultaba ser fundamental en la dieta. Algunas variantes de este tipo de panes han sobrevivido en la actualidad y pueden encontrarse en diversas partes de la Tierra, como los lavash árabes, los pita griegos, los roti indios y las tortillas de los pueblos de Latinoamérica. Algunos autores sugieren que en la historia de la alimentación humana los granos de cereal debieron de estar muy cerca del ser humano ya desde los comienzos, debido a que los dientes que poseemos son típicos de una mezcla entre granívoro y carnívoro.
En alguna parte de Sumeria, o en el sur de Mesopotamia, hacia el 6000 a. C., alguien empezó a elaborar pan tal y como lo conocemos hoy en día: con las fases bien diferenciadas de amasado y calentamiento. Empleaban las cenizas de un fuego para elaborar los panes. Los sumerios, en algún instante dentro del período Yemdet Nasr, enseñaron a los egipcios a elaborar pan (3000 a. C.). Los egipcios adoptaron este conocimiento, y fueron sistematizando y mejorando los procesos de panificación, hasta convertirlo en un alimento indispensable para su sociedad.

## Antiguo Egipto

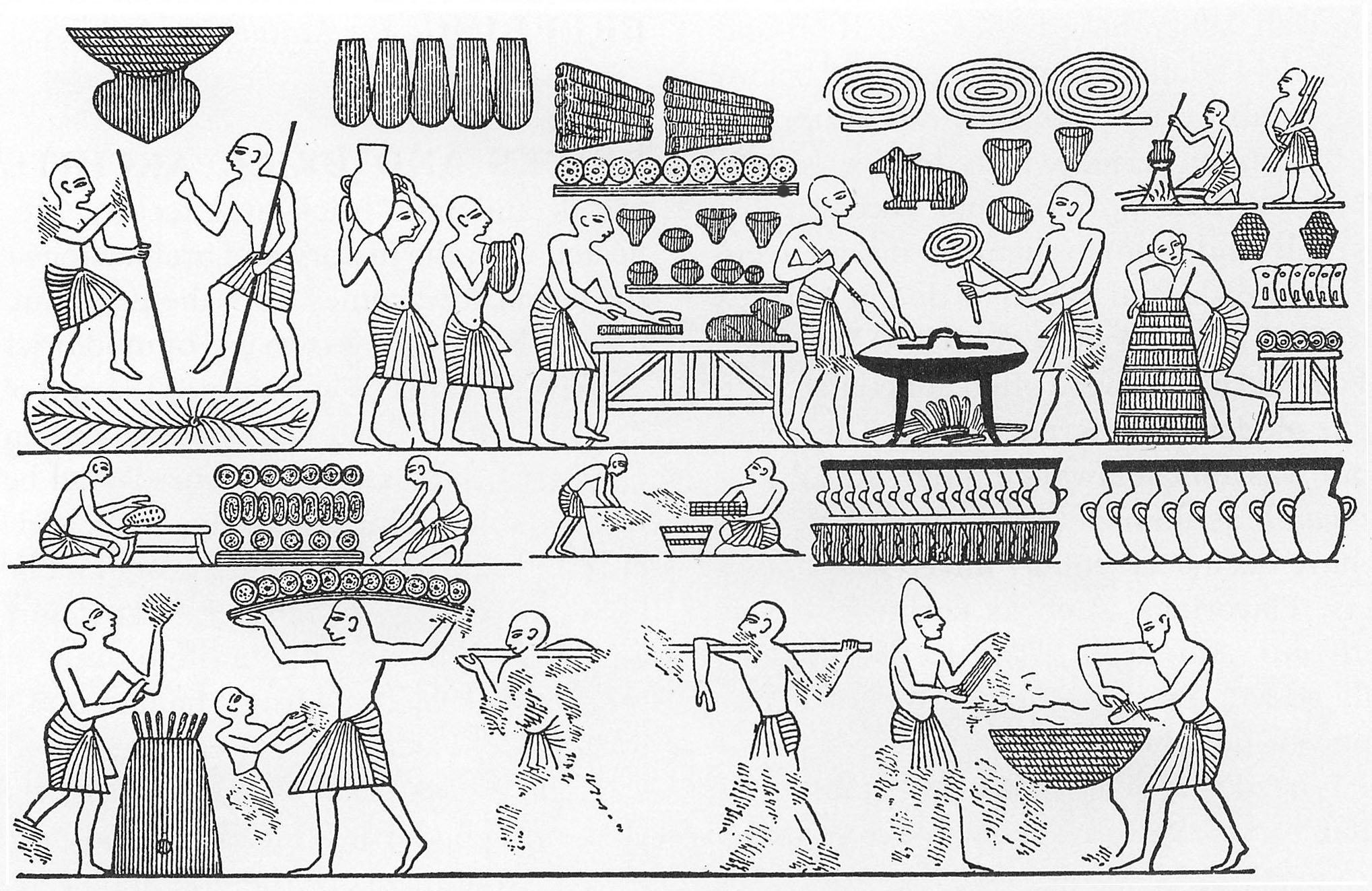
Escenas de elaboración de pan, dibujadas en la tumba de Ramsés III. Valle de los Reyes. Egipto.

Las condiciones para cultivar el cereal en el Nilo eran muy favorables. Las periódicas crecidas (aproximadamente a mediados de julio) favorecían el cultivo de trigo T. turgidum durum (un cereal tetraploide), que creció en el Oriente Próximo y se divulgó posteriormente por todo el Mediterráneo en una variante denominada T. turgidum dicoccum, antes de la llegada del Imperio romano a través de África hasta climas más cálidos. Hay evidencias arqueológicas que demuestran la elaboración del pan en el Antiguo Egipto. En cierta forma es de esperar que la fermentación del pan se lograra en la cultura egipcia. Es fácil suponer que una masa abandonada durante algún tiempo sea invadida por esporas del aire y que, en un ambiente húmedo, éstas se reproduzcan dando lugar a un proceso de fermentación. Las masas fermentadas se elaboraban posiblemente con harinas contaminadas de las levaduras de la elaboración de cerveza (emplean la misma levadura), pero es muy probable que leudaran panes debido al uso de cereales con bajo contenido en gluten (el gluten es la proteína responsable de hacer posible que el pan leve). Son los egipcios los que mezclan por primera vez las masas con semillas de diferentes plantas con el objeto de hacer panes más nutritivos.
Hoy en día podemos saber de la elaboración del pan en la época pre-egipcia y egipcia gracias a la profusión de jeroglíficos y figuritas de bronce procedentes de Asiria, en los que se pueden ver las diversas operaciones de recogida y molienda del grano (periodo Salmanasar II). La importancia que los egipcios dieron a la recolección de los cereales se puede distinguir claramente debido a las tres divisiones que realizaron a su propio calendario anual: ajet (inundación), peret (siembra) y shemu (recolección). La devoción de los egipcios por el pan hizo que en la antigüedad clásica se les denominara «comedores de pan». A veces era más que un alimento y se llegaba a pagar un salario o jornal de un campesino en un cierto número de panes y cerveza (tres panes y dos cántaros de cerveza). Perduran relatos de la época de Ramsés IX que mencionan revueltas entre los trabajadores cuando no se les pagaba en pan, sino en cualquier otra mercancía. Cabe mencionar que las clases más bajas se alimentaban casi exclusivamente de pan.
Los sumerios hacían el pan enterrando la masa en un hoyo donde había cenizas y brasas de un fuego, lo cual se perfeccionó poco a poco mediante la observación y, de esta forma, uno de los inventos que se desarrollaron en el antiguo Egipto fue el uso de hornos. El empleo del horno hacía que los resultados finales de la panificación fueran más predecibles. El pan ya era un alimento común que aparece representado en los bajorrelieves de la tumba de Ramsés III (que fue faraón durante treinta años). En estas ilustraciones de la tumba de Ramsés existen descripciones claras de cómo se realizaban las simples labores de panadería; se puede observar cómo se trabajaba la masa con las manos y con los pies, cómo había un cuidado especial en hacer las porciones de pan lo más similares posibles. Los egipcios fueron los primeros que erigieron hornos cónicos, que se construían con adobe (ladrillos de lodo del Nilo) y poseían dos cavidades: en la inferior se producía la combustión y en la superior se cocía el pan. Horneaban más de un pan al mismo tiempo. La descripción del pan según los jeroglíficos de la lista de signos de Gardiner recuerda tanto a los hornos como a las formas del pan, tal y como se puede ver:
| X1 | X2 | X3 | X4 | X5 | X6 | X7 | X8 | N29 |

Existen muchas evidencias que muestran que, desde los comienzos, en Egipto se conocían los efectos de las levaduras y cómo estas eran aplicadas a la elaboración del pan y la cerveza. Se han descubierto levaduras de panificación en una vasija del periodo pre-dinástico antiguo (ca. 4000-3500 a. C.). Algunas de las levaduras se empleaban en la elaboración de cerveza, como en Hieracómpolis, hecho que se conoce por el análisis químico realizado en los residuos encontrados en las vasijas de fermentación que datan de esa misma fecha. Otros vasos similares se han encontrado en Egipto, siendo datados en la época de la cultura amratiense (sobre 3800-3500 a. C.). También se han encontrado levaduras en una tumba de Tebas que recuerdan a la actual Saccharomyces spp. (levadura empleada en los procesos de fermentación del pan en la actualidad) y que se han denominado Saccharomyces winlocki, datadas alrededor de la Dinastía XI (2135-2000 a. C.). Cepas de la S. winlocki se han encontrado en ánforas que contenían cerveza en la tumba de la reina Meryet-Amun de la Dinastía XVIII. Se han encontrado panes en la tumba de Mentuhotep II. El arqueólogo Zahi Hawass encontró en las excavaciones realizadas cerca de la Gran Esfinge de Guiza los restos de una panadería con su instrumental. Zahi pudo comprobar por un lado que los agricultores del Alto Egipto hoy en día continúan elaborando pan de una forma muy similar y por otro que esta antigua panadería podría abastecer de pan a casi veinte mil trabajadores.
Las clases bajas egipcias eran comedoras exclusivas de un pan tosco. El refinamiento de la harina era escaso y se piensa que no era raro encontrar restos de arena del desierto en la masa del pan, lo que podría dañar el esmalte de los dientes. La arena en la harina ha dado lugar a muchas dolencias dentales en la humanidad hasta llegado el siglo XVIII. Algunos papiros médicos medían la salud en función del nivel de apetito que se tiene de pan: una persona enferma carece de apetito de pan. Los egipcios solían consumir el pan acompañado de cebolla. Las formas del pan que se pueden ver en las tumbas indican una gran variedad: cónicos, en forma de barra, cúbicos, en forma de pirámide, de animales (pájaros y peces). Una de las evidencias que confirman el conocimiento de los alimentos fermentados por parte de los egipcios es el hecho de que ya aparece en el código de Hammurabi, que menciona explícitamente el pan y la cerveza como alimentos fermentados a partir de la cebada. El pan más habitual era de cebada, aunque las clases altas se servían de panes de harinas de trigo. El uso de cebada en la fermentación hacía que el pan tuviese un sabor característico, pero los panes egipcios no eran panes «levados», debido al poco contenido de proteína (gluten) de la masa elaborada con este tipo de cereal.

## Grecia Clásica

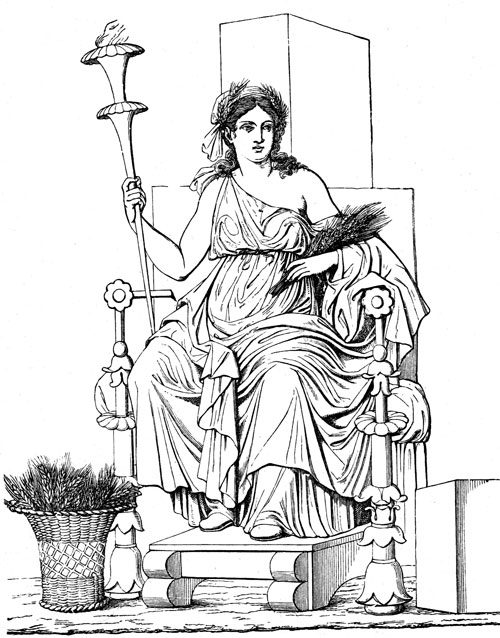
Según el retórico ateniense Isócrates, los mayores dones que Deméter daba a los atenienses eran el grano, que hacía al hombre diferente de los animales salvajes.

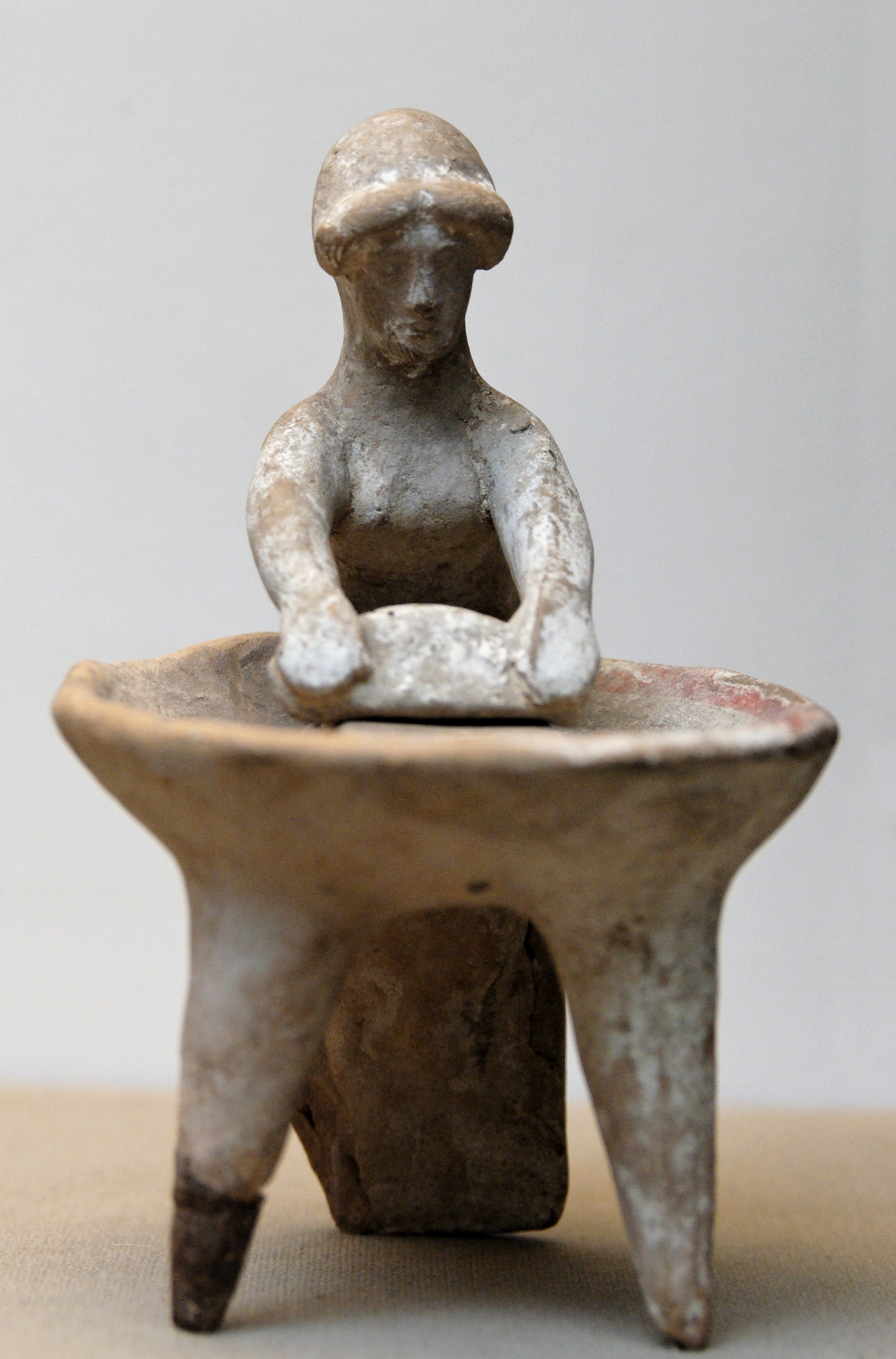
Mujer moliendo trigo, figurita en terracota datada en el 450 a. C.

No se hacía crecer trigo en la Antigua Grecia hasta casi 400 a. C., aunque ciertamente cabe que existiesen panes elaborados con cebada (Hordeum vulgare) después de la llegada del trigo; esto hace sospechar que la cebada fuese al comienzo más popular. Es posible que se importara trigo desde Egipto, desde Sicilia o desde otros lugares para cubrir la demanda de las metrópolis. La aparición de Solón hizo de Grecia una democracia agrícola capaz de rendir culto a Deméter (lo cual significa de alguna forma la elaboración del pan) en Eleusis. Los griegos no hicieron grandes avances en agricultura y esto hizo que la necesidad de cereales se cubriese abriendo rutas comerciales con otros países. La importancia del pan en la cultura griega puede notarse en que existían rituales de sacrificio denominados psadista, en los que se ofrecían a los dioses los tres alimentos básicos: pan, aceite y vino. El escritor del siglo II Ateneo de Náucratis menciona en sus obras casi 72 formas distintas de hacer pan, lo cual nos da una muestra de la habilidad a la que había llegado la cultura helena. De la misma forma, Aristófanes, Antífanes y Platón mencionan a un panadero denominado Theanos, indicando de esta forma la posición importante que tenía la profesión de panadero. El poeta griego Arquestratos de Gela menciona en su libro Hedypatheia («Vida de lujuria») un pan de centeno elaborado en Lesbos con el que, según cuenta la leyenda, se alimentaba al mismísimo Hermes.
Los griegos tomaron la idea de los egipcios de emplear hornos de precalentamiento en forma de cúpulas y abiertos frontalmente para introducir las porciones de pan dentro de él. En estos hornos preparaban un pan que denominaban maza, que era elaborado con cebada. Otros panes como el artos solo se podían servir en los días señalados de fiesta. Ya en esta época el maza era más asociado con comida de gente humilde. Por regla general, el maza era un pan plano que se acompañaba de otros ingredientes (denominados opson). De estos, el más habitual era pescado (este pan se ha convertido hoy en día en la popular piada, que puede encontrarse en la región de la Emilia-Romaña). El procesado de los cereales hasta convertirlos en harina era una labor manual, generalmente realizada por esclavos o mujeres, en una especie de piedras redondas denominadas muelas.
Otros panes griegos que aparecen en su literatura clásica fueron el keibanitos, mencionado por Aristófanes; el boletus, que, como su propio nombre romano indica, tenía forma de seta (decorado con negras semillas de amapola); el streptice, con forma de barra; el blosmilos, con forma cuadrada; el daraton, que consistía en un pan no fermentado; el almogeaus, con forma rústica; el phaios, muy común; el syncomiste, un pan negro elaborado de centeno; el chondrite, elaborado de trigo espelta; el semidalite, elaborado con harina blanca de trigo. Muchos de ellos se conocen gracias al gastrónomo griego Crisipo de Tiana, que escribió un tratado sobre la elaboración del pan denominado Artokopikos. En una de las recetas de pan, describe el plakon como una mezcla de harina de centeno con queso y miel y que puede ser considerado como la primera receta de un pastel. Otros panes conocidos eran: el mulloi de Siracusa, elaborado con harina de trigo y semillas de sésamo con forma de genitales femeninos, que era una ofrenda de Deméter y su hija Perséfone durante el festival de las Tesmoforias; el kiribanes, que poseía la forma de los senos de Afrodita, y el empetas, que se hacía con forma de zapato y que se rellenaba con queso fundido (plakos).
Los panes elaborados por los griegos a veces se enriquecían con otros ingredientes, como nueces o miel, que les proporcionaban además un sabor dulce. Este tipo de preparaciones ha dado lugar a los modernos pasteles, que derivarían en el periodo romano en los panes dulces que denominaban placenta (muy similar a un pastel de queso). En un museo de Suiza, se conserva uno de los panes más antiguos que datan de esta época y que se conoce como torta de Corcelles, aproximadamente del año 2800 a. C. El pan es introducido en España por los celtíberos en el siglo III a. C., por lo que puede decirse que ya se conocía cuando llegaron los romanos a la península. Los etruscos preparaban el puls, que era una especie de papilla elaborada con mijo y cebada (alimento anterior al pan y que los romanos denominaron pulmentum).

## Imperio romano

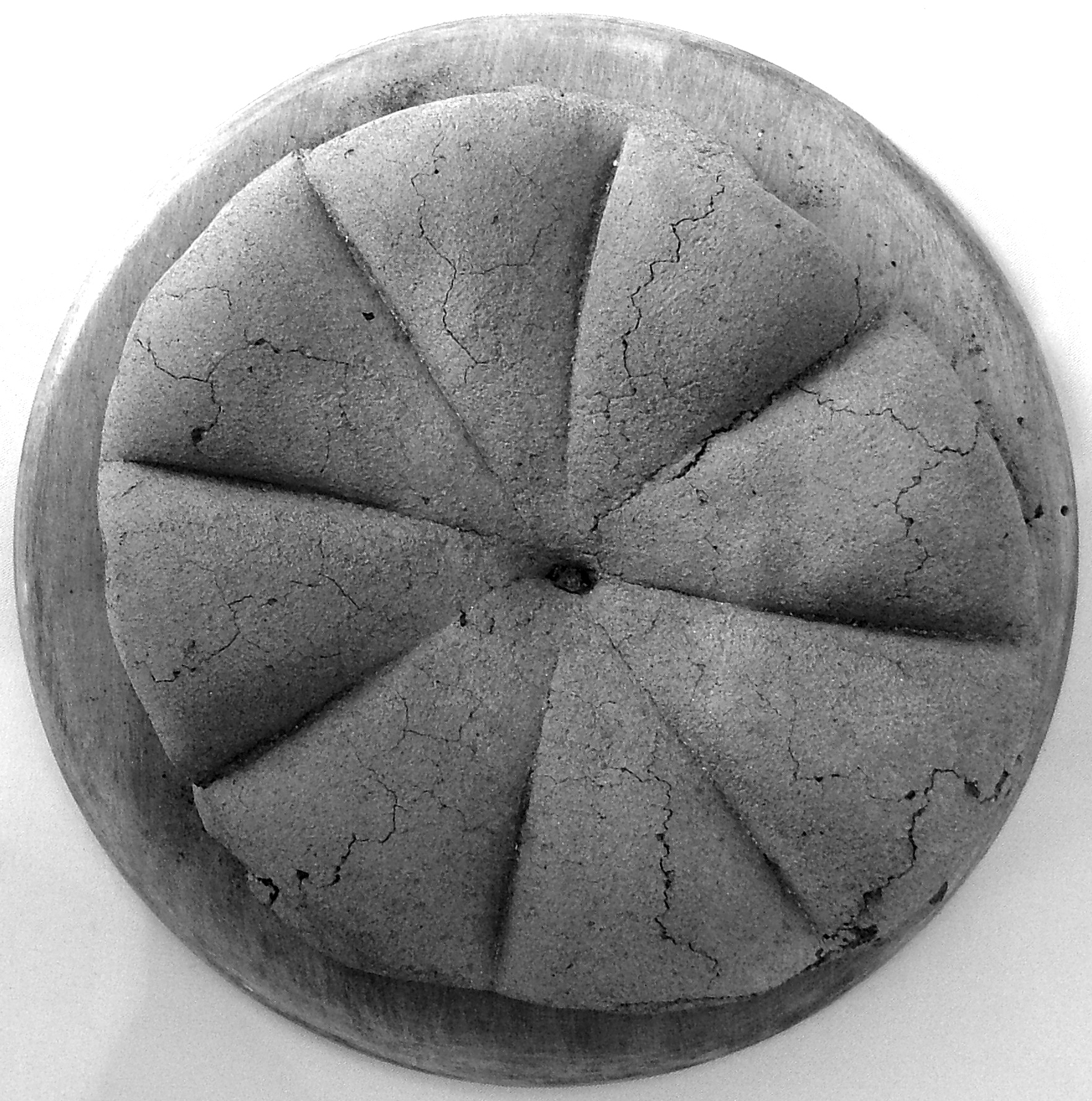
Pan encontrado en Pompeya bajo las cenizas del volcán del monte Vesubio.

A pesar de los enlaces tanto culturales como comerciales entre la cultura griega y la romana, se puede decir que los romanos no empezaron a tener interés por la elaboración del pan hasta el siglo VIII o VII a. C. y que el pan se hacía en las casas de las familias, siendo predominante la influencia del maza griego. Durante siglos estuvo prohibido el empleo de pan en los ofrecimientos de sacrificio de la religión romana, debido a la creencia de que la fermentación «impurificaba» a ese alimento. Catón recomendó por primera vez como pan de ofrecimiento el libum (una especie de pastel con queso y huevo duro). En los comienzos, la operación de elaborar el pan estaba en manos de esclavos, que hacían las tareas de molienda y amasado. Ya en el siglo II a. C. había varios panaderos (denominados pistores) de origen griego en Roma. Los panaderos griegos tuvieron gran influencia en la Galia y pronto empezaron a fermentar el pan con los agentes de la cerveza (al igual que hicieron previamente los egipcios); a este fermento lo denominaban spuma concreta. Entre los cereales que más empleaban estaba el trigo, aunque conviene decir que sentían repulsión hacia la avena (pensaban que solo era apropiada para alimentación animal ), lo que afectó a la gastronomía europea hasta la Edad Media. Plinio el Viejo cita que, en las épocas de carestía, en algunas poblaciones hispanas la gente empleaba como sustituto del pan una masa elaborada con avellanas.
Cerca del 30 a. C., durante el reinado de Augusto, ya se podían contar cerca de 328 panaderías en Roma. Todas ellas tenían una forma legal denominada collegium (formando una especie de asociación profesional) y estaban regidas por leyes draconianas que no permitían libertad en la ejecución de sus labores de panificación, con el objeto de preservar su conocimiento (ars pistorica). Algunos panaderos de esa época tuvieron incluso un monumento, como es el caso del panadero Marco Virgilio Eurysaces, a quien se consagró la hoy en día denominada Tumba del Panadero. La profesión de panadero era muy bien considerada durante el periodo del Imperio romano, ya que sostenía el abastecimiento de un alimento básico a la población creciente que poco a poco dejaba de ser rural. La Tumba del Panadero posee ilustraciones que permiten ver dos aspectos de la producción de pan: que aparece ya un cierto grado de mecanicismo en la elaboración del pan (los molinos son empujados por caballos) y que los elaboradores y clientes de la panadería son todos hombres. Los panaderos a veces optaban a cargos de poder político dentro de las ciudades; por eso, si se decía de una persona que bonum panem fert (hace buen pan), ello equivalía a que dicha persona era apta para representar al pueblo en el senado romano. Un ejemplo fue Paquius Proculus, que perteneció al corpus pistorum (gremio de panaderos), llegando a ser alcalde de la ciudad de Pompeya.
La demanda de pan a comienzos de milenio en el Imperio romano era tan alta que se tenía que importar trigo del norte de África e Hispania para poder satisfacer la demanda interior. La conquista de territorios estaba forzada por la necesidad de aportar trigo a las poblaciones del imperio. De esta forma, se inicia la conquista de Hispania con el desembarco romano en Ampurias (218 a. C.), que llega a su fin con la conquista de la península ibérica por César Augusto (17 a. C.). Ya en el siglo I el poeta Juvenal describe en su Sátira X (81) la costumbre de los emperadores romanos de regalar trigo y entradas para los juegos circenses (carreras de carros y otros) como forma de mantener al pueblo distraído de la política: a esto se refiere la conocida locución latina, debida a Juvenal: Panem et circenses. Julio César mandaba distribuir el trigo gratuitamente o venderlo muy barato a los más pobres, siendo unos doscientos mil los beneficiarios. Tres siglos más tarde, Aureliano continuaría la costumbre repartiendo a trescientas mil personas dos panes gratuitos por día.
Los romanos elaboraban una harina tosca que denominaban far (con la que hacían el panis secundarius) y que posteriormente fueron refinando hasta lograr lo que denominaron farina (el pan de más calidad denominado panis candidus o mundus). Se sabe del tamaño y forma estándar de los panes romanos por los vestigios encontrados en Pompeya entre las cenizas del monte Vesubio. En ellos se puede ver que los panes eran redondos y tenían forma de flores con ocho pétalos. Algunas de las denominaciones han llegado a la actualidad, como es el caso del siligineus, elaborado de fina harina y muy popular entre los patricios, el ostearius, servido con ostras en los banquetes, y el pan picenum que contenía frutas secas y que se comía remojado en leche endulzada en miel, el panis fulferus (pan del perro) que era un pan muy tosco, el clibani que se hacía entre las brasas en un recipiente especial. Los pasteles romanos, así como las galletas, solían contener queso y miel como edulcorante y adquirieron el nombre de placenta (quizá por ser placenda est o de agradar al paladar), que derivarían en las actuales almojábanas española y latinoamericana. La masa de la placenta dio lugar a bollos como el scriblita, el spira y la spherita. El panis artopticius se elaboraba clavado en un espeto al que se le daba vueltas frente a un fuego. Todos ellos con las formas que sugerían sus propios nombres. Una de las preparaciones más antiguas es la mola salsa, que se preparaba con granos molidos en las celebraciones de sacrificio en las que participaban las vírgenes vestales.
Los romanos distinguían el pan por su función: de esta forma, denominaban panis militaris al pan especialmente elaborado para los legionarios y que se preparaba con la intención de que durara y fuese capaz de mantener la autonomía de los soldados romanos. A tal efecto se construyeron hornos y panaderías exclusivamente militares. En muchos casos la distribución de alimentos se hacía en forma de granos de cereal que ellos mismos procesaban, de modo que evitaban comer pan rancio o en mal estado (los cereales en grano poseen una mayor vida media y menor peso que el pan). A este alimento se le añadía sal, queso y hierbas aromáticas (en algunos casos bacón). Los soldados romanos solían moler su propio grano y cocerlo en hornos provisionales en forma de pan plano: un precursor de la focaccia. En algunos casos, los soldados, cuando se encontraban en campaña, elaboraban la masa rápidamente y la cocían en poco tiempo entre unas brasas ardiendo (panis subcineraria). El Imperio romano hizo que la mejora de los molinos y de los procesos de molienda fueran una mejora evidente bajo su periodo; tanto es así que en la actualidad se denomina «horno romano» al horno de calentamiento directo. A pesar de todo, los molinos de las ciudades romanas trabajaban constantemente para ofrecer harina a la demanda creciente. Plinio el Viejo, en su Historia Natural (XXXVI, 30), al hablar de los molinos romanos dice: «en ningún país hay molinos iguales que los romanos». Un ejemplo de tales molinos puede encontrarse en Barbegal, en la localidad de Fontvieille (Francia), siendo considerada una de las construcciones mecánicas más complejas de la antigüedad. A pesar de todos los avances, la panadería romana no llegó a las innovaciones de la griega.
En la época del advenimiento de los cristianos, el pan elaborado con cebada era considerado un pan de alimento de esclavos y de sacrificios religiosos. Los mismos cristianos lo emplearon posteriormente en la celebración de la Eucaristía. Un ejemplo del uso de dicho pan entre los cristianos de Roma lo ofrece la historia de san Patroclo de Bourges, que sobrevivió a su tormento gracias a un pan de cebada remojado en una salmuera. Se trata de un ejemplo del advenimiento de un plato recurrente en la cocina medieval que es la suppa, pan en migas sobre el que se vertía un caldo o líquido. El historiador de la iglesia Gregorio de Tours (siglo VI) describe en uno de sus libros cómo unos jóvenes labriegos al levantarse preparan como desayuno un pan de centeno en el remojo acuoso de un mal vino. Juana de Arco era conocida por gustarle esas suppas remojadas en vino. En los banquetes de la Edad Media, como en los banquetes romanos,[cita requerida] se trinchaba la carne sobre un plato llamado tajador y se servía sobre una rebanada de pan llamada tajadero  a sus «compañeros» (la palabra tiene su etimología en el latín cum panis, es decir, «con pan»). Taillevent, en Le ménagier de Paris, describe cómo también en los hogares más humildes unas gruesas rebanadas de pan (pan-tajo o tajadero) servían de plato para los alimentos sólidos (los platos no aparecen hasta el siglo XIV). Comer pan blanco era considerado en Europa un signo de prestigio y de rango social elevado; el pan negro (elaborado con centeno) era considerado todo lo contrario: un alimento de gente humilde.
Los visigodos aparecen en algunas regiones tras la progresiva caída del Imperio romano y también ellos hacían diversos tipos de pan. Entre los que se conocen, está el cibarius, que era un pan elaborado toscamente y que proporcionaba el alimento de siervos y esclavos; el fermentacius, que se elaboraba con levadura; el azymus, igual que el anterior, pero sin levadura; el acrozymus, ligeramente fermentado; el siligineus, similar al pan candeal; el rubidus, dos veces cocido; el subcineritius, elaborado entre las cenizas de los fuegos; el clibanicius, que se elaboraba en moldes de arcilla; el spongis, que contenía un exceso de agua entre su masa.

## Edad Media europea

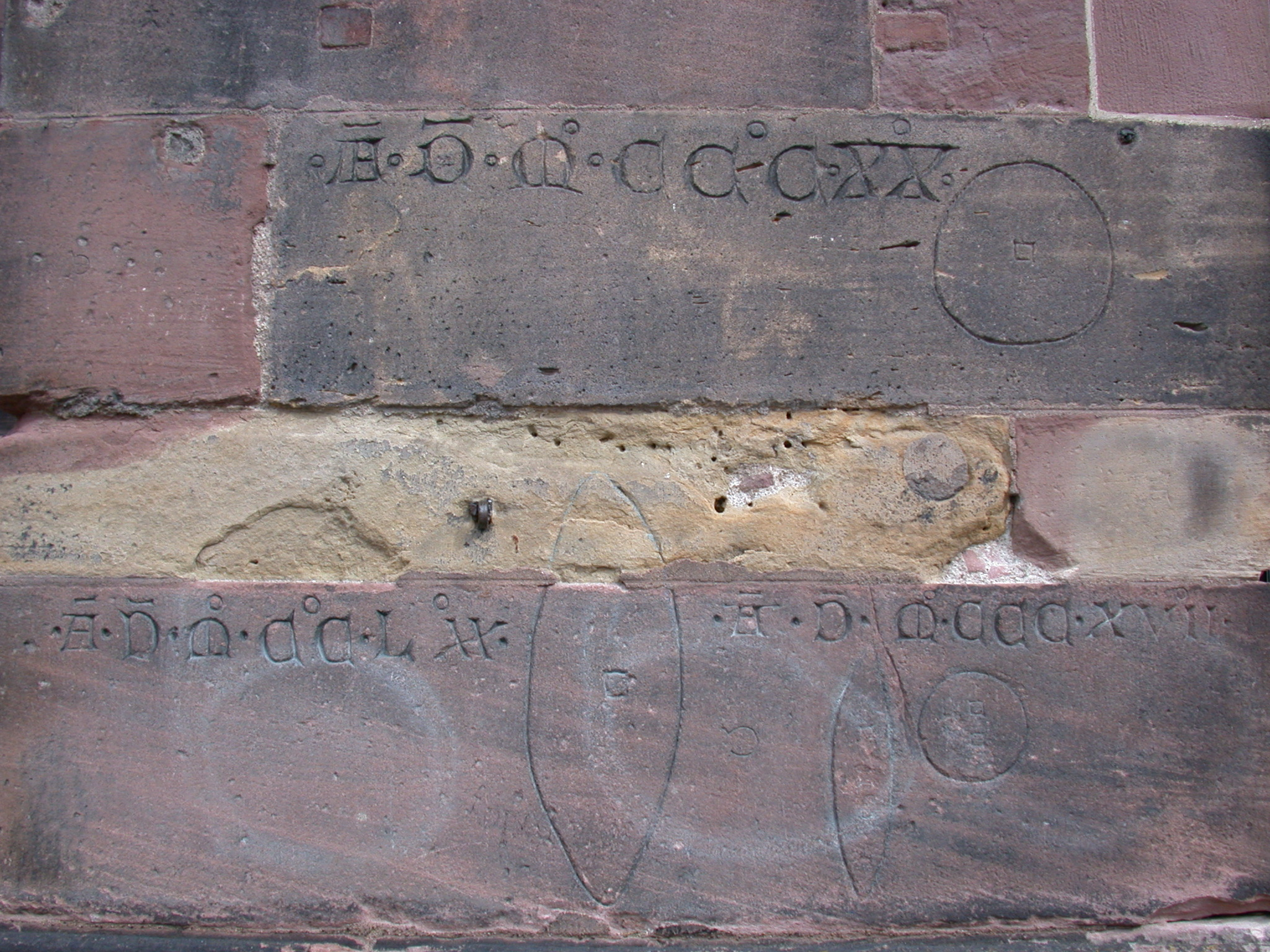
Marcas de pan de origen medieval sobre las paredes de la Catedral de Friburgo en Alemania, que indican la necesidad de reglamentar la venta del pan.

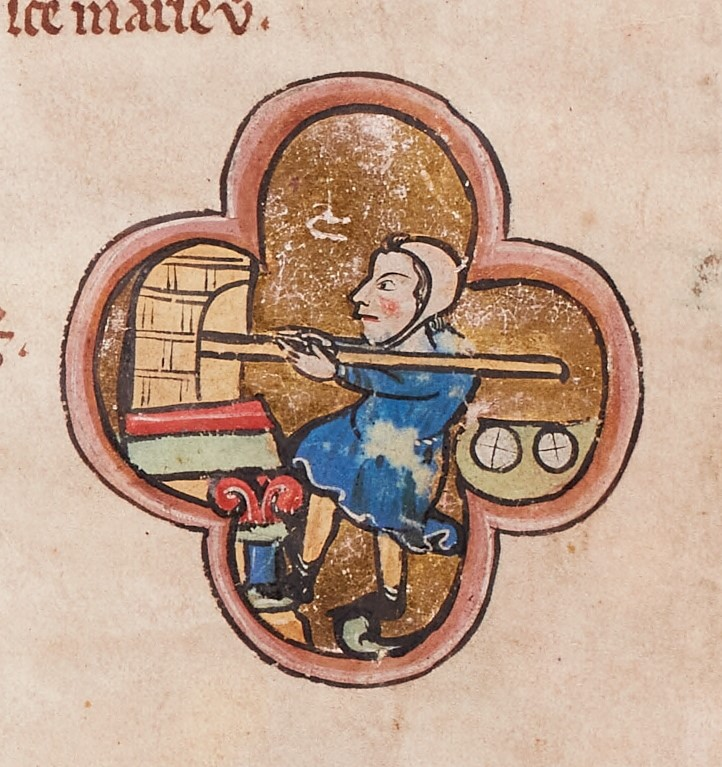
Panadero horneando pan. Miniatura en un salterio (libro de salmos) del siglo XIII

Durante la Edad Media el cereal más popular se puede decir que fue de nuevo el centeno y sin embargo era considerado un alimento de gente humilde. Cuando el suministro de centeno se cortaba, se empleaban otros cereales como la avena (e incluso legumbres). Hay que pensar que el cereal no tenía como finalidad última la elaboración del pan, pues la producción de cerveza se llevaba igualmente parte del consumo en la época medieval. En este periodo se olvidó la elaboración de panes levados en algunas partes de Europa y con ello la distinción entre los panes levados y no levados, pero, a pesar de esto, los normandos reintrodujeron el uso de la levadura en el año 1191. La elaboración del pan fuera de la unidad familiar se convirtió en una tarea comunal, con el objeto de evitar tareas repetidas en la sociedad; es por esta razón por la que posiblemente al principio había personas especializadas en moler el grano (molinero), en hacer la masa y en introducir en hornos comunales el pan, hornos que estaban bajo el dominio de los señores del lugar. Otros pueblos del norte de Europa elaboraban panes planos no levados, como el lefse de los vikingos, que hoy en día resulta muy popular en los países escandinavos.
Durante la Edad Media (a partir del siglo VI) se establece en las grandes ciudades europeas la profesión de panadero, así que no resulta extraño encontrar en esta época varios panaderos en los barrios de las ciudades más pobladas. En las ciudades medievales se prohíbe trabajar de noche, pero los panaderos están exentos de esta ley. Carlomagno cuida que el número de panaderos permanezca constante en las ciudades de su imperio y hace vigilar la higiene de sus establecimientos. Durante el medievo, las panaderías van incorporando poco a poco los hornos de leña en los que preparan el pan. Al comienzo eran instalaciones alejadas de las zonas habitadas (generalmente cerca de un río), a causa del peligro de incendio que suponían, debido en parte a que la arquitectura medieval empleaba mucha madera. El horno era mantenido económicamente por un señor, o bien por una comunidad religiosa, y generalmente daba servicio a varios panaderos de la zona. El panadero tenía que transportar las masas de pan «ida y vuelta» a su establecimiento. Por regla general, había una persona dedicada en exclusiva a una labor de horneado, otra al mantenimiento funcional del horno así como de alimentarlo de combustible; el panadero medieval estaba exento de todas estas labores. Por otra parte los privilegios que poseían los panaderos hacían que los aprendices tuvieran que pasar largos períodos como tales (se estima que siete años), tras los cuales recibían el título de maestro (maître). Las labores de panadería eran muy duras y las jornadas de trabajo eran largas, los panaderos se encontraban siempre ocupados, en algunos casos la harina les hacía sufrir catarros crónicos o asma y es por esta razón por la que en Francia se les denominaba geindres (gruñones).
Para adquirir el pan, el cliente debía entregar previamente la harina necesaria para hacerlo. La molienda con molino de viento no se introdujo en Europa hasta después de las primeras cruzadas y sus mejoras fueron haciendo que la disponibilidad del pan fuese mayor poco a poco. Como regla, si al panadero se le proporcionaban cinco libras de harina, él debía proporcionar al cliente tras la panificación siete libras de pan. Un panadero podía dar pan a un cliente pobre que no tuviese harina para pagarle, y el panadero le pedía en la siguiente cosecha con interés. De todos los trabajadores, el panadero era el que más préstamos daba a las personas de la comunidad. La importancia del pan se refleja en la aparición en la Carta Magna aprobada en 1215. A veces se puede encontrar en las paredes exteriores de las iglesias (en torno a las cuales se ubicaban a veces los mercados populares) marcas específicas que pretendían mostrar el tamaño estándar del pan, para poder evitar fraudes por parte de los panaderos a sus clientes. En el año 1039 aparece en algunos países de Europa una enfermedad denominada fuego de San Antonio, provocada por incluir en la harina de centeno los cornezuelos (Claviceps purpurea), que provocaban alucinaciones y desvaríos, lo que dio lugar a una de las primeras intoxicaciones alimentarias documentadas. En la localidad inglesa de Bury St Edmunds (Suffolk) en 1191 se establece el primer molino de viento.
La mejora de la construcción de las casas y establecimientos comerciales iba haciendo poco a poco posible la idea de incorporar el horno a los establecimientos de panadería. Felipe II de Francia (1180-1223) decide que las leyes impuestas por Carlomagno sobre la conducta y reglamentación de los panaderos es obsoleta y permite incorporar los hornos de leña a las panaderías de Francia. Un decreto de Carlos VI menciona que debe haber una separación entre las paredes de las casas adyacentes a un establecimiento de panadería, denominando a este espacio tour du chat. A medida que la población en el norte de Europa iba creciendo, se hizo necesario aumentar las exportaciones de cereal desde los países bálticos y esto hizo que se estableciera una red de comercio marítimo que conectara diversas poblaciones europeas como Londres, Boston (Lincolnshire), Brujas, Amberes, algunas urbes del Mediterráneo, pero sobre todo la ciudad de Ámsterdam (denominada hasta el siglo XVI «el granero de Europa»). Otra de las ciudades que conectó el Este con el Oeste de Europa era Hamburgo. Todos esos centros comerciales comerciaban con centeno y trigo. No obstante, en ciertos países como Inglaterra se crearon ligas comerciales por separado para los panes de centeno y de trigo, hasta que en 1569 la reina Isabel I las unificó en una única liga, llamada Worshipful Company of Bakers. Resulta curioso que el saludo secreto en la Grande Jacquerie era le pain se lève («el pan se leva»).
En el periodo mozárabe, en España se cultivaba trigo y se puede decir que era el alimento base de los hispanos de aquel periodo. Por regla general cada ciudadano se amasaba el pan, le ponía una marca característica y lo llevaba a los hornos públicos. Los gremios de panaderos existen desde el siglo XII y se sabe que uno de los primeros se localizaba en Barcelona. Las primeras leyes que regulan la panificación aparecen en España en el siglo XIV. Aparecen ya descripciones, por autores andalusíes de la época, de molinos de viento en la geografía española.
La ley impuesta en el siglo XIII en Inglaterra por Enrique III denominada assisa panis et cervisiæ  se promulgó con el objeto de regular los precios del pan y de la cerveza, impedir los fraudes alimentarios y evitar las hambrunas que asolaban periódicamente su reinado. Esta ley es la primera que se establece en Europa con el objeto de regular la composición de un alimento y tuvo vigencia entre los años 1266 y 1671. Con el objeto de evitar las duras penas impuestas a los panaderos, éstos deciden incluir, en la docena de panes que distribuyen de forma habitual, una barra de pan más (trece en total) como símbolo de buena fe y así se acaba instaurando la famosa expresión: docena del panadero. A medida que las poblaciones se iban estableciendo como núcleos urbanos, los nobles se preocupaban por poner reglamentaciones y leyes para prevenir tanto el poder de los panaderos como una subsiguiente escalada de precios y la adulteración del pan.
En la América precolombina, entre los cereales más consumidos estaba el maíz, que formaba parte de diversos alimentos similares al pan: tortillas, tamales, etc. El maíz ya era sometido a ciertos procesos de carácter milenario antes de la llegada de los colonizadores europeos, como puede ser la nixtamalización (cocinado alcalino). Cristóbal Colón menciona por primera vez el maíz el 5 de noviembre de 1492 en su diario de navegación. Otros cereales existentes en la época precolombina son la kiwicha (Amaranthus caudatus) y la quínua. A la llegada de los colonizadores españoles a tierras de América del Sur, aparecen dos nuevos cereales que portaban los soldados en sus bagajes: el trigo y el centeno. Se sabe con alguna certeza que, durante la colonización inicial, se intentó plantar en estas nuevas tierras los cereales traídos del Viejo Continente, así como las infraestructuras (principalmente molinos) para la elaboración de la harina. Al principio los colonos se olvidaban de transportar grandes cantidades de cereal al nuevo continente, lo que hizo que inicialmente tuvieran que alimentarse de maíz. Pronto se propagó el consumo de pan de trigo y centeno entre los indígenas, y con ello, el comercio de cereales, debido al crecimiento de la demanda interior. Cabe decir que los precios se regulaban en los virreinatos mediante férreos monopolios. El maíz hizo un viaje similar al trigo y la cebada, pero en sentido inverso: viajó a Europa y Asia (principalmente gracias al comercio portugués en China) para mezclarse con la harina de trigo, dando lugar posteriormente a diversos panes tradicionales, como la boroña asturiana, un porridge de maíz en Italia denominado polenta, el egipcio aish merahrah, el indio makai no rotlo o el rumano Mămăligă (véase: Historia del maíz).
La colonización de América del Norte llevó también a un mestizaje alimentario entre las culturas europeas que se asentaban en las nuevas tierras, y la cultura de los indígenas que allí vivían; al igual que en el sur, el cereal más abundante allí era el maíz. La gastronomía de los indios nativos ya incluía un tipo de pan frito muy habitual entre las tribus del sudoeste de Estados Unidos, como los navajos, que preparan este tipo de pan aún en la actualidad. Los colonos europeos que fueron a América del Norte introdujeron un sistema de medida de unidades de volumen mantenido hoy en día en los libros de receta de panadería y repostería estadounidense, que está fundamentado en tazas (cups) y cucharadas. Entre la convivencia entre los primeros colonos y los indios surgieron personas que hoy en día se recuerdan, existió entre los indios algunos que ayudaron a los primeros colonos a sobrevivir en las extrañas tierras, entre ellos se encuentra Squanto: enseñó a los primeros colonos europeos a cocinar el maíz, cazar, recolectar, etc. Al pasar los años, al igual que en el sur, los colonos cambiaron la demanda y pronto se empezaría a plantar trigo junto con el maíz.

## Del Renacimiento alsigloXIX

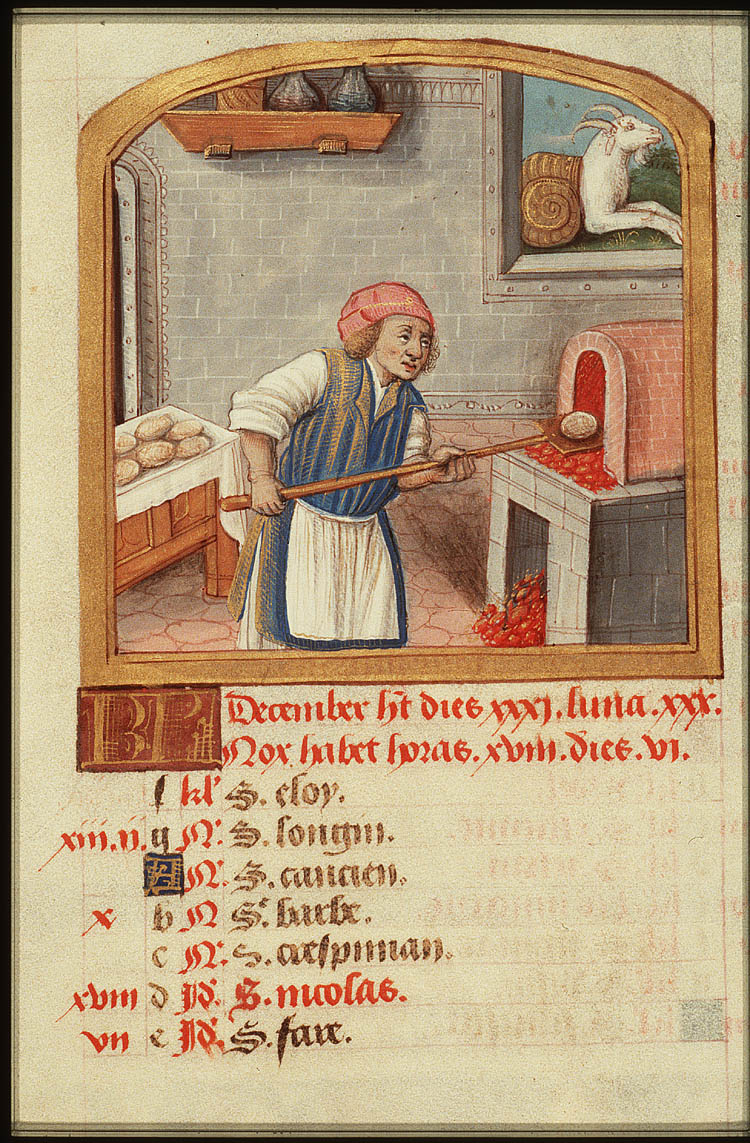
Panadero elaborando pan en una iluminación medieval.

Durante el Renacimiento, los cocineros italianos fueron famosos en Europa por su habilidad en el horneado y cocción del pan y por esta razón las familias nobles inglesas y francesas solían contratarlos como cocineros particulares en sus casas. Los nuevos productos del pan que introdujeron los denominaron biscuits (bizcocho, literalmente: «dos veces cocinado»). El primer pastel con la masa esponjosa introducido en Inglaterra se debe a una receta de Gervase Markham en el año 1615. El primer tratado sobre la elaboración del pan en francés se debe al químico Paul-Jacques Malouin, que escribió una obra titulada: Description et détails des arts du meunier, du vermicellier et du boulenger, avec une histoire abrégée de la boulengerie et un dictionnaire de ces arts (1775), casi al mismo tiempo que Parmentier empezaba a popularizar la patata (o papa, tal y como se denomina en Hispanoamérica) en Europa como alimento. En algún momento se empezó a pensar en este nuevo alimento como un sustituto del pan. Resulta curioso que el mismo Parmentier, junto con Cadet de Vaux, abriera el 8 de junio de 1780 una de las primeras escuelas de panadería (en la Rue de la Grande Truanderie), a cuya inauguración asistió Benjamin Franklin como embajador estadounidense en Francia. En la escuela se experimentaba con nuevas formas de hacer pan y entre las novedades se encontraba la «harina de patata». La escuela fue cerrada posteriormente por la Convención Nacional. Fue el mismo Parmentier quien sugirió que los molinos deben ser considerados como un «instrumento de guerra» en propiedad de una nación (el ministro conde Muy tomó buena cuenta de esta afirmación). Parmentier, uno de los primeros nutricionistas, llega a afirmar que: «la salud de una nación puede medirse por la calidad de la harina». Es en el siglo XVIII cuando los hornos de panadería adquieren la tecnología que los hace más productivos, con la posibilidad de poder controlar la humedad durante su horneado y permitiendo la producción en serie, un limpiado eficiente entre cargas así como mayores tamaños de los panes.
Napoleón Bonaparte, durante las sucesivas guerras que mantuvo, dedicó especial atención a la logística de sus tropas, sabiendo que era de alguna forma tan importante como los proyectiles, y por ello creó un cuerpo especial de panaderos (sappeurs blancs o ingenieros panaderos). Esta moda se instauró también entre las tropas enemigas, hasta el punto de que los ejércitos prusianos también comenzaron a tener panaderos, al igual que los rusos. Los soldados franceses comían un pan cocinado dos veces que tenía la capacidad de durar más tiempo: el pan biscocti (panis dipyrus). La carestía de pan fue una de las causas de la desastrosa invasión napoleónica de Rusia, debido a un fallo de aprovisionamiento de las tropas a causa de la dureza del invierno, lo que hizo que Napoleón se retirase de Moscú.
El creciente uso de mantequillas y de azúcar desde el siglo XV en la elaboración de las masas panaderas, además del creciente uso de una delicia que proviene de las colonias del Nuevo Mundo y que se llama chocolate, hace que poco a poco se vaya haciendo una clara distinción entre la elaboración tradicional del pan y la repostería (que emplea masas dulces no solo de harina). Ya en el siglo XVI se empieza a distinguir en Francia entre panaderos y reposteros de profesión. De esta forma se tienen los Gugelhüpfe de Alsacia, los panettoni de Italia y el Christstollen de Alemania. Aparecen nuevas formas de pan como la baguette, cuya forma, según se cuenta, se debe a una orden de Napoleón para que los soldados franceses pudieran transportar el pan en sus pantalones, aunque muchos autores niegan esta historia y sostienen que la aparición de la baguette fue posterior, señalando el siglo XX. Otro pan que ha originado una disputa entre varios historiadores es el bagel, del que se sabe pudo tener un origen judío askenazí y haber aparecido por primera vez en Polonia en algún instante dentro del siglo XVII. Según la leyenda, el croissant habría aparecido como una masa especial en el asedio de los turcos a la ciudad de Viena en el año 1683. Se cuenta que para llegar al centro de la ciudad los turcos cavaron túneles durante toda la noche, pero que los panaderos de la ciudad que trabajaban esa noche oyeron los ruidos de las excavaciones y pudieron dar la alarma. Una vez derrotados los turcos, los panaderos elaboraron una masa con la luna creciente tal y como aparece en la Bandera de Turquía (emblema del Imperio otomano) para celebrar la victoria. El gran incendio que arrasó la ciudad de Londres un 2 de septiembre de 1666 se inició en una panadería. Nuevas formas de pan aparecen en Europa, la patata se incorpora a la harina del pan y se elabora el pan de patata en el norte de Europa.
El precio del pan ha sido siempre vigilado de una forma u otra por las autoridades de cada región. En 1594 los panaderos franceses fueron obligados a poner su sello y marcar el precio en cada pan con objeto de controlar los precios, un control que se había extendido desde el reinado del rey merovingio Dagoberto en el siglo VII y perduró hasta bien entrado el siglo XX. Un impuesto que regía sobre la sal, conocido como la gabelle, hacía que los panaderos franceses economizaran el uso de tal condimento. De esta forma, se menciona que los panes lujosos de la aristocracia estaban con frecuencia salados. En época de la Revolución francesa, el precio de la sal se rebajó de 14 a 1 sous y esto hizo que el pan distribuido al público en general fuera salado. L'Encyclopédie de Diderot dedica un capítulo a la panadería artesanal en el siglo XVIII. Es en esta época cuando aparecen métodos refinados de horneado que dan lugar a las masas hojaldradas y a las masas choux, y los libros de recetas contienen recetas para elaborar panes, pasteles y galletas.
A pesar de las múltiples versiones acerca de la invención, y de ser reclamada en muchas culturas como propia, al sándwich se le otorgó este nombre en honor de un aristócrata inglés llamado John Montagu, 4.º conde de Sandwich, que acabó dando nombre a una de las aplicaciones más populares del pan, debido a que, alrededor del año 1765, le gustaba comer de esta forma porque así podía apostar en los juegos de cartas sin ensuciarse los dedos. No fue hasta el año 1840 en el que el sándwich entró a formar parte de la gastronomía de Estados Unidos, cuando la cocinera Elizabeth Leslie describió en su libro de cocina por primera vez la receta de un sándwich. Por esta fecha el pan ya formaba parte de la elaboración de salsas cuando Carème las describió en su obra compendio titulada L'art de la cuisine française au XIXe siècle.
En Italia, a finales del siglo XVII, aparece por primera vez un alimento nuevo en Nápoles en el que se emplea una antigua variante de pan plano denominada focaccia, a la que se le aplica una salsa de tomate (el tomate era un alimento nuevo en Europa) y que se acaba denominando pizza (véase: Historia de la pizza). No fue hasta el año 1830 cuando la pizza comenzó a ser vendida en establecimientos al aire libre, así como por vendedores callejeros. La antigua pizzería Port’Alba es quizás la primera pizzería del mundo (vigente en la actualidad). En 1792, John Pearson de Newburyport, Massachusetts elabora por primera vez un pan plano en forma de cracker, que elabora con harina y agua y que denomina «pan piloto», tiene un éxito tremendo entre los marineros debido a la gran duración que posee, es por esta razón por la que se conoce también como hardtack o sea biscuit (galleta marina).
El mundo científico empieza a dar explicación a ciertos fenómenos relacionados con el pan. De esta forma, Anton van Leeuwenhoek descubre por primera vez al microscopio que las levaduras del pan y de la cerveza son organismos vivos. Louis Pasteur explica por primera vez los fenómenos de la fermentación alcohólica cerrando un debate entre los que sostenían que era un proceso vital y los que lo entendían como un proceso químico inorgánico. La industria panadera cambiará a partir de aquí ya que, al entenderse los mecanismos de «levado» del pan, pronto aparecerán nuevas invenciones que permitan leudarlo sin la necesidad de levaduras orgánicas. En 1728, Jacopo Bartholomew Beccari aisló por primera vez el gluten lavando a mano una masa de harina.

## La revolución industrial

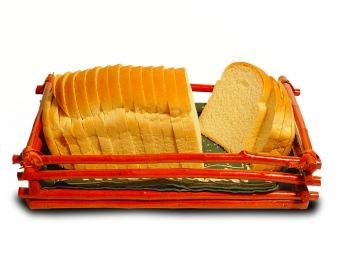
Pan cortado en rebanadas, una invención tras la Revolución industrial.

Ya en el siglo XVIII se empezó a buscar nuevas formas de leudar el pan. La cocinera Amelia Simmons publicó en el año 1796 su libro American cookery, donde describe recetas que emplean carbonato de potasio (potasa), que, al ser alcalino y reaccionar con los componentes ácidos de la masa, produce un gas denominado dióxido de carbono. Esta emanación es un fenómeno muy similar al observado con las levaduras. De esta forma, la potasa sería la sustancia precursora de la levadura química, que posteriormente se desarrollaría en el periodo que va desde los años 1830 a los 1850. El descubrimiento de la levadura química dará lugar a una nueva forma de elaborar masas y panes, como es el popular pan de soda en Irlanda, que se elabora de forma tradicional en recipientes denominados bastible. Por esta razón se suele denominar al pan de soda también como bastible cake, y se suele añadir a la masa suero de mantequilla, lo que le da una textura final característica. Una de las empresas encargadas de la labor de divulgar esta forma de leudar masas apareció en 1835, y se dedicaba a comercializar sobres con un contenido de sosa; la empresa se denominaba Royal Baking Powder, y en 1929 se fusionó con otras empresas en un consorcio denominado Standard Brands. Nace en Norteamérica a finales del siglo XIX el cornbread, elaborado con harina de maíz levada con levaduras químicas.
La Revolución Industrial trajo varias mejoras en los molinos que permitieron incrementar la producción de pan, aunque también se comenzaron a adulterar las harinas introduciendo blanqueantes como la alúmina y rellenos elaborados a base de polvo de huesos de animales. Este proceso de industrialización hizo que la elaboración doméstica decayera, sobre todo en las áreas urbanas. En Estados Unidos el inventor Oliver Evans desarrolló máquinas de vapor capaces de moler grandes cantidades de cereal en relativamente poco tiempo. A pesar de todo ese esplendor, Viena se fue convirtiendo a finales del siglo XIX en la ciudad europea que lideraba la producción de pan y en la Exposición Universal de Viena (1873) se pudieron comprobar los avances realizados en temas de panadería. Gran parte de los avances en panadería provenían de las mejoras tecnológicas introducidas por los molineros de Hungría gracias al esfuerzo de István Széchenyi. Estos esfuerzos hicieron que en el año 1873 el gobernador de Minnesota contratara a molineros húngaros en sus tierras con el objeto de aprender la técnica vienesa.
La población mundial en 1800 era de casi mil millones de personas, y cincuenta años después pasó a mil trescientos millones. La población no ha parado de crecer hasta alcanzar la cifra de seis mil millones a comienzos del siglo XXI. Este crecimiento continuado de la población obliga a la mejora continua de la producción de ciertos alimentos, y entre ellos se encuentra el pan en el mundo occidental. Es por esta razón por la que tras la revolución industrial se empieza a emplear fertilizantes en los cultivos de cereal, se prueban mejoras en las especies de cereal, y se incorporan las máquinas de vapor en los procesos de panificación y de transporte, así como en los de recolección y trilla —trilladoras, cosechadoras, tractores, etc.—. Estos cambios tuvieron un marcado efecto de crecimiento económico en economías emergentes como la estadounidense, que empezaron a recibir inmigrantes europeos en sus tierras, y con ello gran parte de la tradición europea de elaboración del pan se acabó instalando en buena parte de América del Norte; de esta forma nace la tradición panadera de ciudades como San Francisco (California). En Inglaterra, la Cámara de los Comunes del Reino Unido reguló durante el periodo que va desde el año 1815 hasta 1846 los productos que contenían ciertos cereales y se sometían a impuestos específicos bajo las denominadas Corn Laws (leyes de los cereales). Estas prácticas fueron tomadas posteriormente como un ejemplo claro de mercantilismo estatal. Al pasar de los años, esta ley fue finalmente abolida por la Importation Act 1815 (55 Geo. 3 c. 26) dando un paso hacia el libre comercio. El inventor francés Arago hace demostraciones en el año 1850 por primera vez de una amasadora automática.

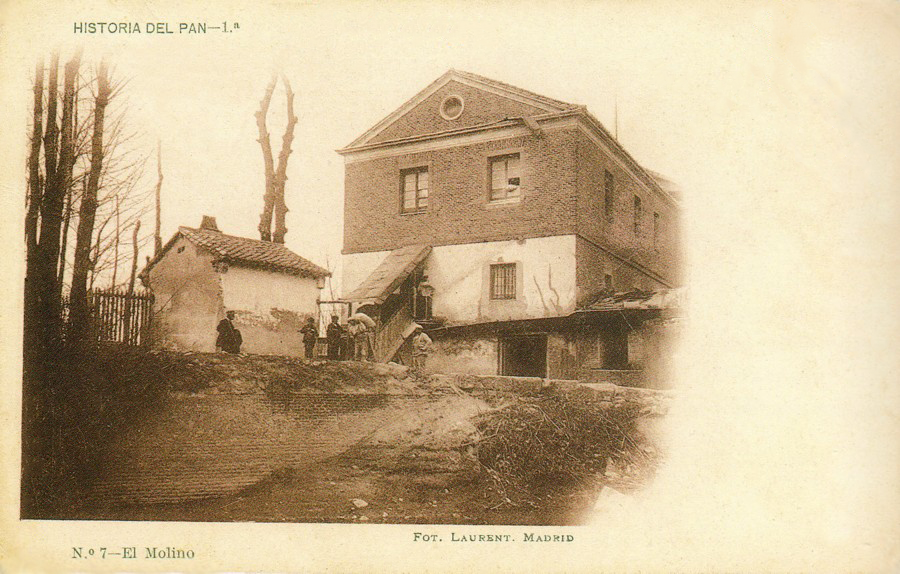
Postal de la serie «Historia del pan» (Fototipia Laurent, 1901).

En Estados Unidos la Guerra de Secesión hace que Abraham Lincoln acuñe una frase: bread spells victory («pan significa victoria»), debido a que las poblaciones del norte poseen el pan mientras que los estados confederados no pueden comer algodón. Finalmente, la guerra civil vino a construir una única nación. Tras este periodo de guerra el ingeniero Cyrus McCormick (hijo del inventor Robert Hall McCormick) mejora y perfecciona la máquina cosechadora y tras ello ambos crean en el año 1902 la compañía International Harvester Co. Este invento hace que la recolección de los cereales posea una gran eficiencia, lo que permite que se aumente la producción de pan. Debe entenderse que hasta hace un siglo antes se recolectaba el cereal con hoz y guadaña. Estas máquinas hacían casi seis veces el trabajo de un hombre. El invento de los McCormick no está exento de polémica, ya que el inventor contemporáneo Obed Hussey reclama también haber sido el inventor de la cosechadora. En Europa, mientras tanto, la tendencia era otra. Se buscaba la mejora de las condiciones del suelo de cultivo mediante el empleo de los conocimientos de química. De esta forma ayudó a su estudio el químico alemán Justus von Liebig. Mientras Norteamérica mejoraba la maquinaria agrícola, Europa mejoraba las condiciones del suelo cultivable, lo que propició el descubrimiento del uso de fertilizantes.
El creciente uso de ingredientes y aditivos en la elaboración del pan empieza a cuestionarse entre los consumidores americanos. Esta creciente preocupación hace que el reverendo Sylvester Graham, en el año 1822, y en la localidad de Bound Brook, Nueva Jersey, ponga en circulación el denominado pan Graham como parte de su dieta basada en alimentos sanos. Influenciado por la idea de Graham, el médico estadounidense John Harvey Kellogg inventa, junto con su hermano Will Keith Kellogg, los copos de maíz (corn flakes) para el desayuno. Los dos hermanos fundan en 1906 su propia compañía de cereales. En Europa, por el contrario, inmersa en la época victoriana, el pan blanco de harina de trigo era considerado signo de calidad: la autora de más popularidad en aquella época, Mrs Beeton, lo afirma en varios de sus libros. En 1876, Charles y Max Fleischmann —unos inmigrantes austro-húngaros en EE. UU.— aprovecharon la ocasión que les proporcionaba la Exposición Universal de Filadelfia para presentar al público por primera vez una levadura que no necesitaba refrigeración y que se activaba rápidamente en presencia de agua: la patente se denominaba Active Dry Yeast (levadura seca activa) y en la actualidad es empleada extensivamente en panadería industrial y casera.
A finales del siglo XIX, se desarrolla una serie de inventos que relacionan el pan con una cultura gastronomía emergente: la llamada «comida rápida». Estos inventos de la gastronomía estadounidense posteriormente se internacionalizarían en diversas variantes. En 1885, el estadounidense Charlie Nagreen —un vendedor en Seymour Fair— tiene la idea de poner unas albóndigas entre dos rebanadas de pan cubiertas de semillas de sésamo, inventando así la hamburguesa (véase: Historia de la hamburguesa). Muchos otros restaurantes de EE. UU. se disputan el invento de la hamburguesa. Una década antes, en 1870, cerca de Coney Island, un inmigrante alemán llamado Charles Feltman comienza a poner las salchichas de Frankfurt en un pan especial (una variante del brioche), lo que da lugar a los primeros perritos calientes (hot dogs). El pan, a partir de comienzos del siglo XX, empieza entonces a unirse claramente a la elaboración de un tipo de alimentos y a una forma emergente de alimentación que es demandada por una sociedad industrial y urbana: a este tipo de alimentación se le denomina comida rápida y se caracteriza por la ausencia de un servicio de mesa, lo que abarata costes y mejora las prestaciones de los consumidores. De esta forma aparecen los hot dogs, hamburguesas, bocadillos, etc.
En 1850 Rusia es uno de los principales abastecedores de grano de trigo de Europa, así como América uno de los mayores productores. El trigo fue ganando adeptos entre las naciones consumidoras de cereales y esto hacía que las panaderías de los siglos XIX y XX vendiesen gran cantidad de pan blanco en detrimento de los panes de cebada o de avena. Durante la Primera Guerra Mundial los ingleses bloquearon la importación de trigo de los alemanes y de esta forma pronto hubo una especie de crisis de pan. Las victorias alemanas en 1915 hicieron que se aliviara esta situación durante algún tiempo. La política neutral de Wilson en EE. UU. hizo algunas alianzas que forzaran de forma indirecta a los alemanes a una derrota final debido a su carestía de trigo para alimentar a los hombres del frente. Ya finalizada la guerra, en 1941 la Continental Baking Company hace un descubrimiento revolucionario en temas de molido del trigo, permitiendo que se retuviera más cantidad de vitaminas en la harina en comparación con los procesos anteriores. En 1849 el estadounidense W. B. Ward funda una empresa panadera denominada Ward Baking Company con la visión de elaborar pan sin que sea manipulado por el hombre; todos los procesos debían ser automáticos, el eslogan era: «desde los molinos a la boca» (from mill to mouth).

## Época moderna

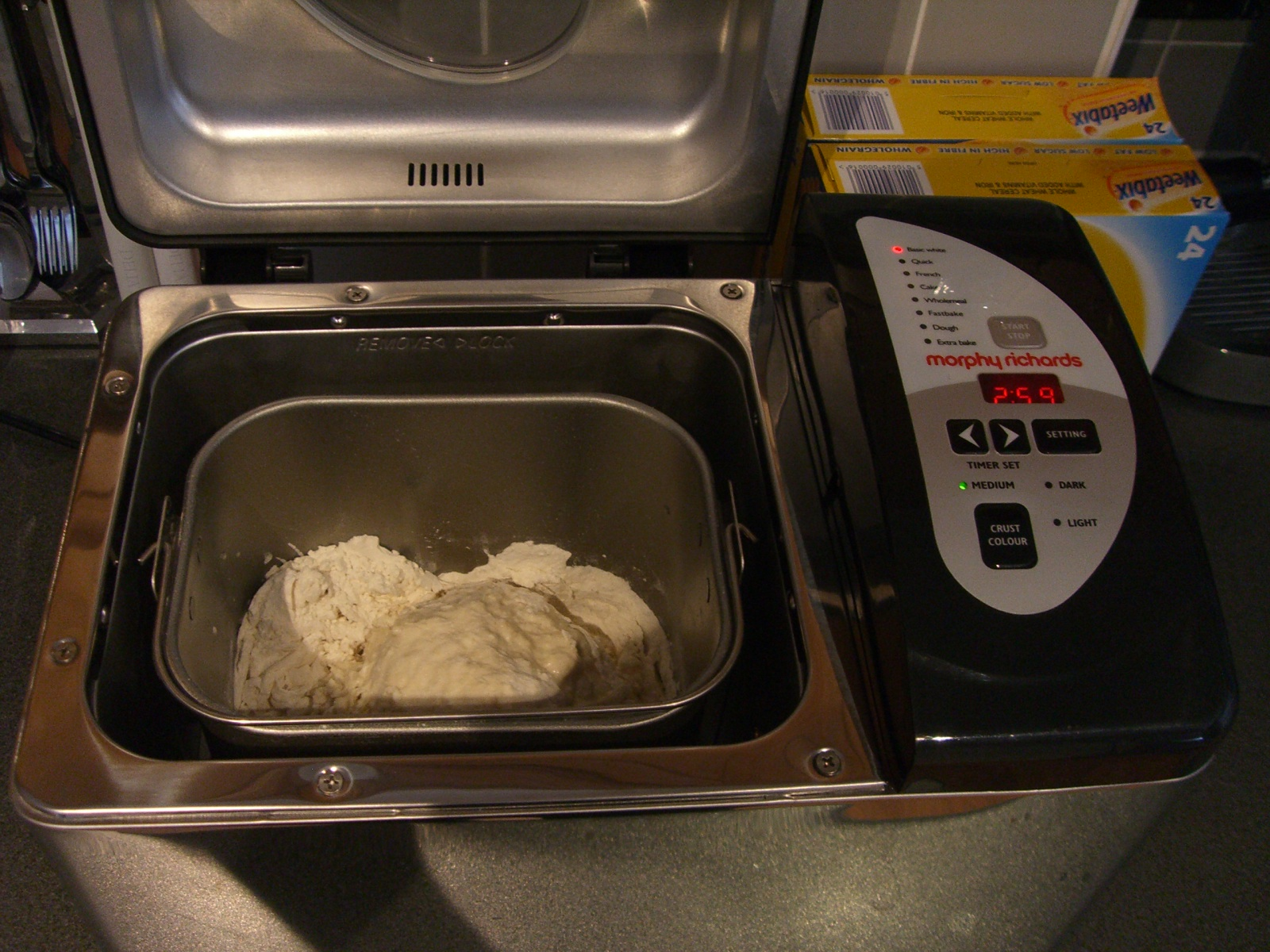
Pan elaborado en una moderna máquina panificadora casera.

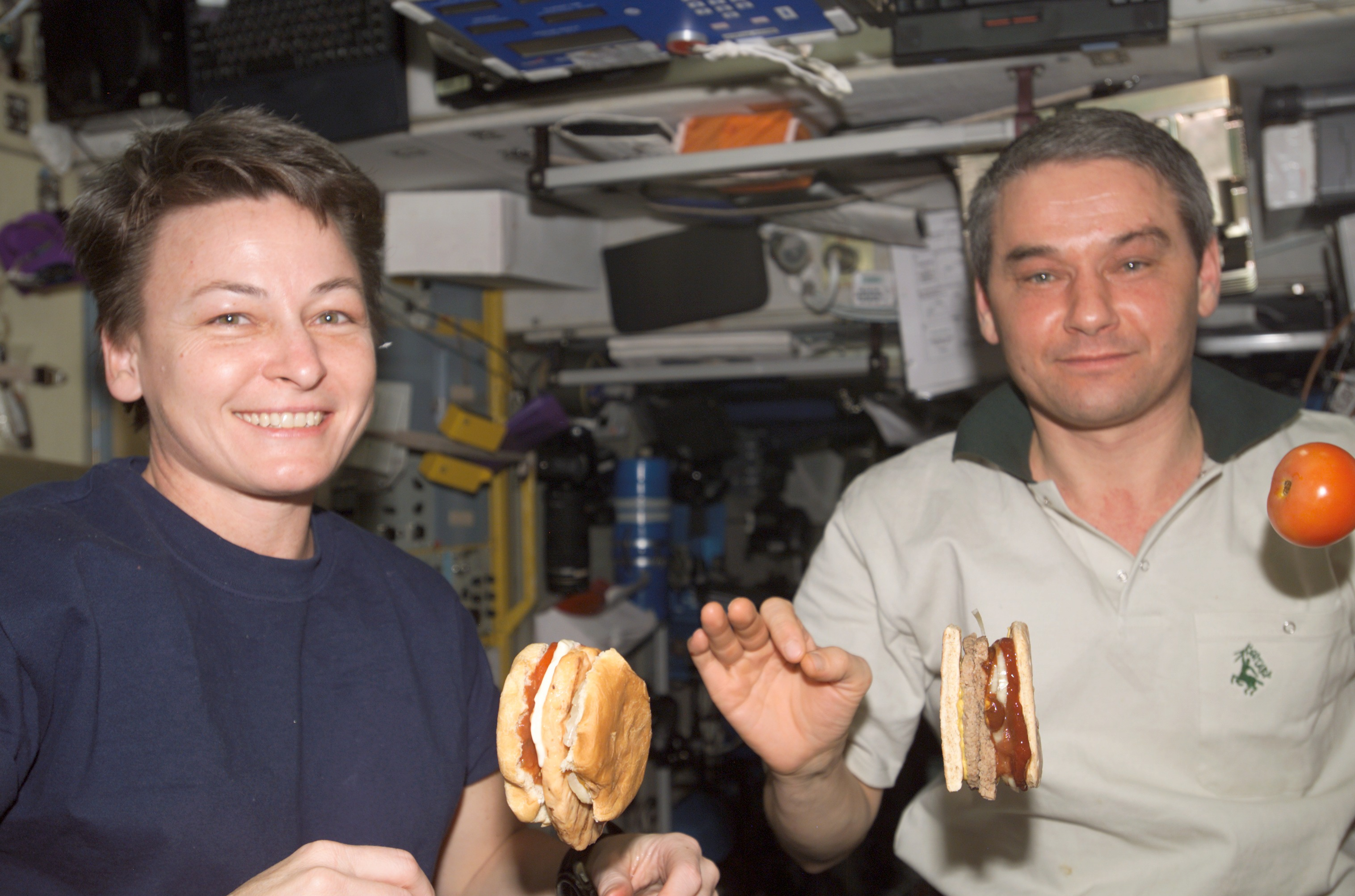
Astronautas comiendo unas hamburguesas. El pan ha sido uno de los alimentos básicos empleados en las misiones espaciales.

Los avances científicos llevados a cabo a lo largo del siglo XIX hacen que aparezcan nuevas formas de pan, como el pan de Viena, que emplea vapor de agua en sus primeras fases de cocción en el horno, consiguiendo de esta forma una corteza más dura y crujiente; hay constancia de recetas panaderas describiendo este proceso ya en el año 1907, en Viena. Dicho proceso da lugar a una de las formas de pan más difundidas por el mundo: la baguette. Algunos autores sostienen que este tipo de pan no fue inventado hasta el siglo XX. Las mejoras introducidas por el estadounidense Otto Frederick Rohwedder en el año 1912 comienzan con el desarrollo de un dispositivo que corta el pan en rebanadas, aunque al principio las panaderías ofrecen una gran resistencia a emplear esta maquinaria, ya que el pan cortado suele ponerse duro antes de tiempo. No es hasta 1928, cuando Rohwedder inventa una máquina que al mismo tiempo corta en rebanadasy envasa el pan, eliminando así las reticencias de los panaderos hacia este sistema. Una panadería en la ciudad de Chillicothe, Misuri, fue la primera en emplear este tipo de maquinaria para producir pan cortado en rebanadas. El pan en rebanadas se pone a la venta gracias a que la empresa americana Wonder Bread Company lo introduce en el mercado en el año 1930. Curiosamente, en 1893 ya existía una tostadora de resistencias eléctricas comercializada por la compañía Crompton & Company del Reino Unido. El pan de viena se empieza a elaborar en Francia desde mediados del siglo XIX, y fue introducido por el Barón Zang gracias a la asistencia de un conjunto de panaderos vieneses, de esta forma en el año 1840 ya se producía pan en la panadería parisiense de la Rue de Richelieu.
En el año 1927, en la ciudad de Praga, se reúnen científicos e ingenieros de quince países europeos con la intención de discutir los problemas asociados con la elaboración del pan. Esta primera reunión se denomina: International Cereal and Bread Congress (bajo los auspicios de la International Association for Cereal Chemistry), y tras ella, se fueron celebrando otras con una periodicidad bianual. Durante los años de la Gran Depresión, se intentó por primera vez en la historia fortificar el pan añadiéndole vitaminas, antioxidantes y minerales, con la intención de mejorar los nutrientes ya presentes en la propia masa del pan, debido a que éste era uno de los alimentos mayoritarios de las poblaciones urbanas. El director Luis Buñuel dirige un documental denominado Las Hurdes, tierra sin pan donde muestra a la comunidad el estado precario de la economía española de la época.
Durante la Segunda Guerra Mundial se realizó un racionamiento de alimentos en Inglaterra, en el cual el pan no estaba incluido. Sin embargo, el alimento fue racionado luego de finalizar la guerra, a partir de 1946. En Japón, durante la postguerra, el Ministerio de Sanidad recomendó a la población japonesa consumir más pan elaborado con harina de trigo, hecho que propició que algunos empresarios de la alimentación como Momofuku Andō hicieran fortunas distribuyendo pan blanco en Japón. Durante el comienzo de la Segunda Guerra Mundial el ministro de agricultura alemán empezó a lanzar propaganda sobre las virtudes del pan de centeno. Los alemanes pronto consideraron el empleo de harina de patata. Tras el final de la guerra, las economías europeas hicieron un esfuerzo por mejorar la producción de cereal. Gracias a las investigaciones realizadas a comienzos del siglo XX, se pudo comprobar que aumentando la proporción de nitrógeno en los fertilizantes se podría duplicar la producción. Se aplicaron herbicidas y fungicidas a las cosechas con el objeto de disminuir el efecto del entorno y evitar las malas cosechas.
En 1957, varios países europeos firman un tratado que denominan Tratados de Roma y que forma parte de la nueva Comunidad Económica Europea que creará un mercado común de cereales, entre otros productos. En la Unión Soviética, durante el año 1963, un fallo en el sistema de producción hizo que hubiese menos cereales y a causa de esta carestía el pan fue inflado con aire a presión. Este racionamiento fue impuesto por Nikita Jruschov a la harina, para que las barras pareciesen más grandes a la población; a este pan se le denominó después masa de Jruschov (en ruso: хрущёвское тесто). Hoy en día se vende pan de este tipo coloreado como un recuerdo de la época.
Uno de los avances en la panificación durante el siglo XX fue el desarrollo en 1961 del denominado proceso de panificación Chorleywood (abreviadamente CBP del inglés Chorleywood Bread Process), desarrollado por la empresa Flour Milling and Baking Research Association en la ciudad de Chorleywood (Reino Unido), que permite elaborar pan industrial a gran rapidez debido a las veloces fermentaciones que realiza (del orden de los 20 minutos). Este y otros inventos hacen que el pan blanco (asociado a clases sociales ricas) pase a ser un alimento barato, asequible a clases sociales más humildes. Empiezan a aparecer las grandes corporaciones internacionales de pan, como la mexicana Grupo Bimbo, que distribuyen pan de molde a grandes sectores de la población, desligando por primera vez el pan del establecimiento (panadería) y logrando venderlo en grandes superficies como supermercados. En los años 1990 se produce una liberalización del mercado europeo de los cereales mediante el establecimiento de una política agrícola común de la Unión Europea.
La era espacial de los vuelos tripulados en los años 1960 abre una nueva posibilidad en el uso del pan como alimento en las misiones tripuladas. Se sabe que el primer pan que voló al espacio iba alojado en el módulo lunar como alimento de los astronautas del Apolo 10 (lanzado el día 18 de mayo de 1969) y se presentaba en forma de rebanadas envasadas en plástico dentro de una atmósfera de nitrógeno. Este pan tenía una vida de cuatro semanas si se mantenía en su envoltorio de plástico. Se empleaba en forma de tostada a la que se untaban otros ingredientes en forma de pasta. En el resto de los vuelos del programa Apolo se empleó el pan de una forma similar. En el Apolo 15 se empleó por primera vez pan pasteurizado e irradiado con Cobalto-60 para ser termoestabilizado. De la misma forma, el pan ruso fue un protagonista en el rendezvous de las tripulaciones del proyecto Apolo-Soyuz. Por otro lado, en el campo de la biología, la ingeniería genética comienza a hacer sus primeros ensayos de mejora de especies de trigo, con el objeto de hacerlas más resistentes a las inclemencias del tiempo y a ciertas plagas.

## Pan en la actualidad

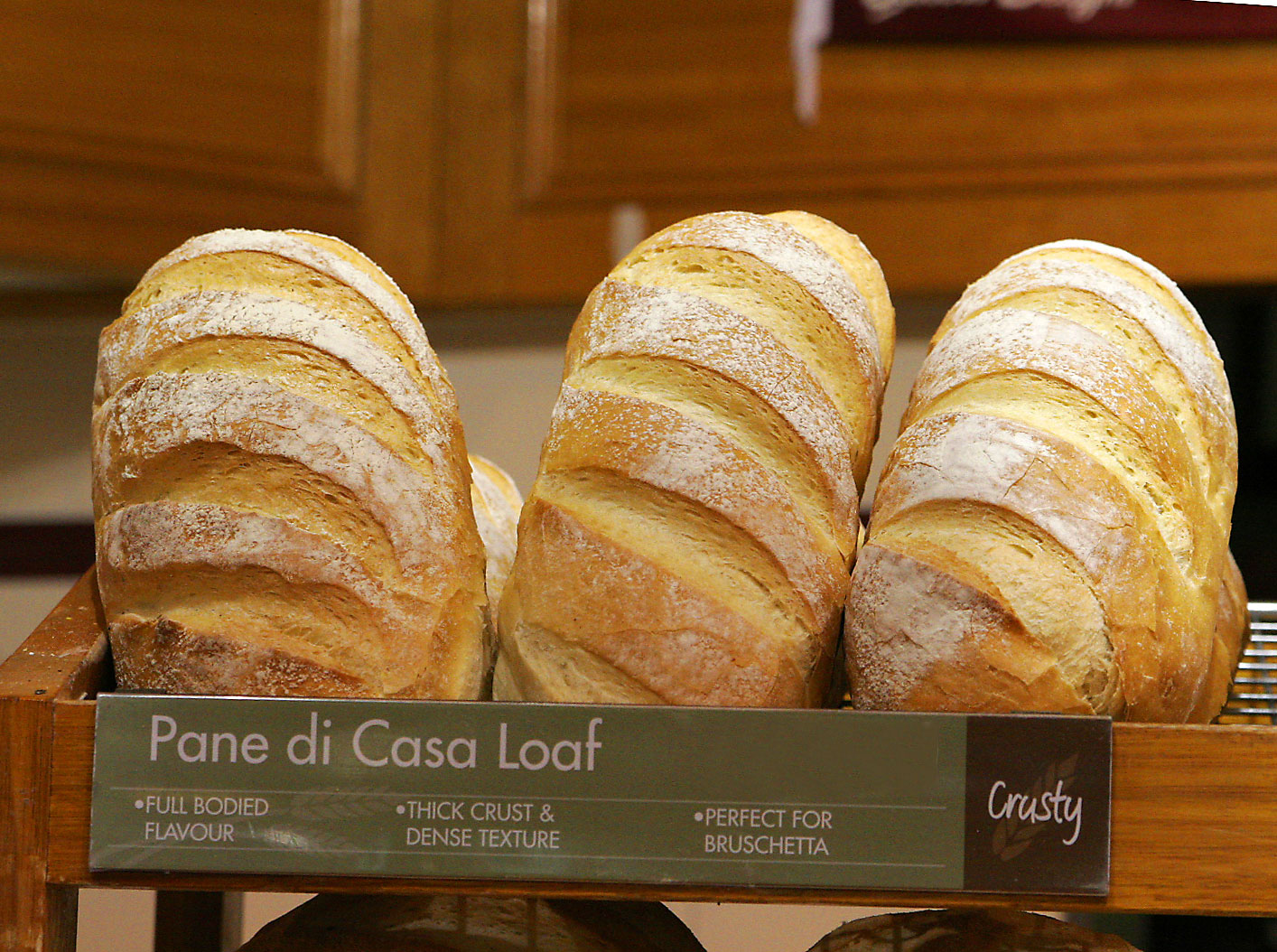
A comienzos del se produce un regreso al pan artesanal.

El consumo de pan está disminuyendo desde mediados del siglo XIX en los países en desarrollo. Por ejemplo, el consumo de pan diario por persona ha descendido un 70% desde 1880 hasta 1977. Las causas de este descenso son diversas; en la actualidad existe preocupación por las diversas dietas hipocalóricas, lo que, junto al recrudecimiento de enfermedades autoinmunes como la celiaquía (intolerancia al gluten), hace que la visión popular que existía acerca de lo que es el pan vaya cambiando poco a poco. Algunos autores culpan de la disminución del consumo a la poca calidad del pan moderno, debida en parte al empleo de aditivos y en parte a la elaboración del alimento de forma industrial, lo cual causa un aumento del número de consumidores descontentos. El empleo de diversos aditivos en las masas —antioxidantes, enzimas, emulsionantes, etc.—, que suelen tener un nombre común, «mejoradores para pan», es una práctica habitual en la industria panadera y el objetivo de su uso es alargar la vida comestible de los panes. A pesar de este descenso, se puede decir que la industria panadera ocupa el segundo lugar de importancia dentro de la industria alimentaria.
Desde comienzos del siglo XXI, el 70% del pan que se consume en el mundo es de harina de trigo. La tendencia a consumir otros cereales ha disminuido. No obstante, en los años 1990 aparecen panaderías artesanales en Europa que van captando clientela enamorada por el «sabor clásico» del pan. Se van poco a poco introduciendo los panes integrales debido a los beneficios de la fibra. Uno de los promotores de esta idea de un «nuevo pan» es el panadero francés Lionel Poilâne, que llegó a crear una cadena de panaderías con un estilo clásico: pan artesanal. A comienzos del siglo XXI se regresa al pan elaborado con harinas poco refinadas y no resulta raro ver en las panaderías una sección con este tipo de pan a la venta. En Estados Unidos se denomina a esta corriente Artisan Baking (panadería artesanal) y se convierte en una nueva tendencia. Uno de los panes surgidos de esta moda actual de pan artesanal es el campaillou francés, que es un pan de centeno. Muchos de los panes que en la Edad Media eran variantes dulces de masas levadas hoy en día forman parte de la gastronomía navideña y se disfrutan en estas fechas, como por ejemplo, el pain d'épice (pan de especias).
La mejora en la producción del pan y la posibilidad de incorporar un pequeño horno a ciertos establecimientos hace que se pueda elaborar pan ya en bares y restaurantes, sacando de la panadería tradicional la producción panificadora. A este proceso se añade la posibilidad de emplear masas de pan previamente congeladas, lo que hace más operativa la producción de pan «recién hecho». La crisis alimentaria mundial (2007-2008) hace que el precio de los cereales suba a cotas no sospechadas y como consecuencia el precio del pan sube en algunos países, lo que provoca desestabilización económica.